# Sophia McDougall
Sophia McDougall (Londra, 31 maggio 1979) è una scrittrice e saggista britannica, nota per essere l'autrice della trilogia ucronica Romanitas, basata sul presupposto che l'Impero Romano sia sopravvissuto fino ai giorni nostri.

## Opere

### Trilogia di Romanitas
- Romanitas (2005)
- Roma brucia (Rome Burning, 2007)
- Il sangue di Roma (Savage City, 2010)

### Altri romanzi
- Jacob's Children
- The Ribbon Cage
- Mars Evacuees (2014)
- Space Hostages (2017)